# Lepidothelphusa
Lepidothelphusa is een geslacht van kreeftachtigen uit de klasse van de Malacostraca (hogere kreeftachtigen).

## Soort
- Lepidothelphusa cognettii (Nobili, 1903)